# Soziale Durchmischung
Soziale Durchmischung oder soziale Mischung ist ein Konzept der Stadtentwicklung. Durch soziale Durchmischung wird versucht, soziale Integration zu fördern und soziale Segregation zu reduzieren. Dies kann durch unterschiedliche Wohnformen erreicht werden, wie beispielsweise durch eine Mischung aus Sozialwohnungen und höherpreisigen Eigentumswohnungen sowie durch den Zugang zu gemeinsamen öffentlichen Einrichtungen wie Schulen, Parks und Freizeitzentren.

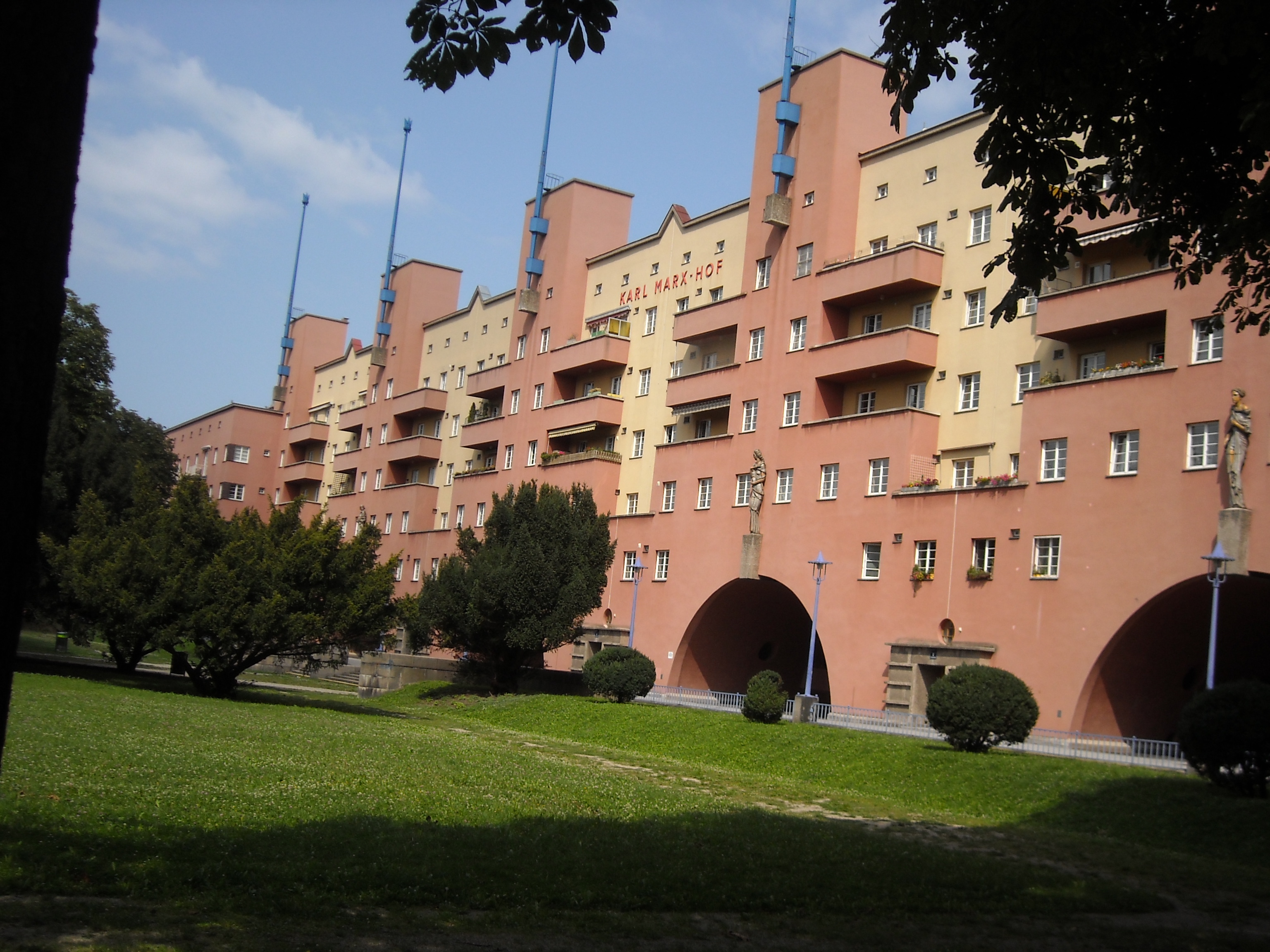
Sozialer Wohnungsbau der 1920er Jahre: Karl-Marx-Hof, Wien

## Ziele
Das Hauptziel der sozialen Durchmischung ist es, soziale Teilhabe für alle Bevölkerungsteile zu gewährleisten.
Wichtige Teilziele sind:
- Soziale Interaktion: Menschen unterschiedlicher sozialer und wirtschaftlicher Hintergründe leben zusammen und interagieren miteinander, was zu einem besseren Verständnis und einer stärkeren Gemeinschaft führt.[2]
- Reduzierung von sozialer Segregation: Verhinderung der Bildung von Stadtteilen oder Gemeinschaften, in denen nur eine soziale Schicht dominiert, und damit Verringerung sozialer Ungleichheit.[3]
- Erhöhung der Chancengleichheit: Zugang zu denselben Ressourcen und Möglichkeiten für alle Bewohner, unabhängig von ihrem sozialen Status.[4]
- Verbesserung der Lebensqualität: Schaffung einer lebendigeren und dynamischeren Umgebung durch die Mischung verschiedener Bevölkerungsgruppen, was zu kulturellem Austausch und gegenseitiger Unterstützung führt.[5]

## Geschichte

### 19. Jahrhundert
Als Vordenker der sozialen Durchmischung gilt Georges-Eugène Haussmann, bekannt als Baron Haussmann, französischer Stadtplaner, der von 1853 bis 1870 als Präfekt des Départements Seine tätig war. Er ist berühmt für die umfassende Umgestaltung von Paris, die als „Haussmannisierung“ bekannt geworden ist. Durch die Neugestaltung der Stadt wurden ärmere Bewohner aus dem Stadtzentrum verdrängt und in periphere Bereiche umgesiedelt. Dies führte zu einer gewissen sozialen Durchmischung, da neue Wohngebiete für Menschen aus verschiedenen sozialen Schichten geschaffen wurden.
Bei seinem 1862 verabschiedeten „Bebauungsplan der Umgebungen Berlins“ legte
Städteplaner James Hobrecht erstmals explizit Wert auf soziale Durchmischung, indem er plante, dass im Vorderhaus von Wohnblöcken Unternehmer und Angestellte wohnen sollten, während in den Seitenflügeln und Hinterhöfen die Arbeiter untergebracht werden sollten.
Der Sozialreformer Ebenezer Howard sprach sich in seinem ab 1888 geschaffenen Gartenstadt-Konzept für eine Durchmischung der Bevölkerung aus.

### 20. Jahrhundert
Im frühen 20. Jahrhundert setze sich Patrick Geddes, ein schottischer Biologe und Stadtplaner, für die Integration verschiedener sozialer Schichten in städtischen Gebieten ein.
Als Folge des Zweiten Weltkriegs waren Wohnungsnot und Wiederaufbau zentrale Themen in der Politik Europas und den USA, weswegen sich das Konzept der sozialen Durchmischung in den damals durchgeführten Projekten des sozialen Wohnungsbaus wiederfindet. Wichtige Akteure waren hier, unter anderen, der schweizerische Architekt Le Corbusier ab 1947 und die US-amerikanische Städteplanerin Jane Jacobs ab 1961.
In der Reformära der 1960er und 1970er Jahre wurde die soziale Durchmischung als progressive Politik angesehen, die darauf abzielte, inklusivere und gerechtere Gemeinschaften zu schaffen. Regierungen und Stadtplaner in westlichen Ländern wie West-Deutschland, Kanada und Großbritannien setzten Maßnahmen zur Förderung der sozialen Durchmischung in städtischen Gebieten um.
Der Fair Housing Act von 1968 (auch bekannt als Civil Rights Act von 1968) ist ein bedeutendes amerikanisches Bundesgesetz, das Diskriminierung im Wohnungswesen aufgrund von Rasse, Hautfarbe, Religion, Geschlecht oder Familienstand verbietet. Es wurde am 11. April 1968 von Präsident Lyndon B. Johnson unterzeichnet und gehörte zum Reformprogramm „Great Society“.
Mit dem Aufstieg des Neoliberalismus in den 1980er Jahren verschob sich der Fokus der sozialen Durchmischungspolitik hin zu Marktorientierung. Die soziale Durchmischung trat in den Hintergrund, da Regierungen mit Finanzkrisen konfrontiert waren und die Finanzierung sozialer Programme reduzierten.
Die Forderung nach sozialer Durchmischung gewann in den 1990er-Jahren wieder an Bedeutung, da die sozialen Ungleichheiten und Segregationen in den Städten weiterhin bestanden und sich teilweise verschärft hatten.

## Bildungspolitik
Soziale Durchmischung in der Bildungspolitik ist ein wichtiges Instrument, um soziale Segregation zu reduzieren und Chancengleichheit zu fördern. Empirische Studien zeigen, dass eine heterogene Schülerschaft positive Auswirkungen auf die Bildungsergebnisse haben kann. Maßnahmen sind die verpflichtende Ganztagsschule, eine längere gemeinsame Schulzeit und die gezielte Förderung von Schülerinnen und Schülern aus benachteiligten Familien. Diese Maßnahmen sollen dazu beitragen, die soziale Durchmischung in Schulen zu verbessern und die Bildungschancen für alle Kinder zu erhöhen.

## Kritik

### Unklare Definition und Zielsetzung
Die soziale Durchmischung wird oft als diffuser Begriff verwendet, ohne klar definierte Ziele und Maßnahmen. Dies führt dazu, dass die Ergebnisse schwer messbar und die Erfolgskriterien unklar sind.

### Empirische Wirksamkeit
Studien zeigen, dass soziale Durchmischung nicht zwangsläufig zu einer Verbesserung der sozialen Integration führt. Individuelle Notlagen und soziale Benachteiligungen werden durch eine bessere soziale Mischung nicht automatisch gelöst.

### Gentrifizierung
Ein Nebeneffekt der Bemühungen um die soziale Durchmischung von zuvor sozialstrukturell schwachen Stadtteilen kann die Gentrifizierung sein. Während hochwertigere Wohnprojekte und Annehmlichkeiten in ein Viertel gebracht werden, steigen oft die Mieten und Eigentumspreise, was schließlich zur Verdrängung einkommensschwächerer Bewohner führt.

### Fehlende Nachhaltigkeit
Viele Projekte zur Förderung der sozialen Durchmischung sind langfristig nicht nachhaltig. Kurzfristige Erfolge werden nicht immer in langfristige soziale Integration und Stabilität umgesetzt.

### Politische Widerstände
Soziale Durchmischung erfordert oft politische und öffentliche Unterstützung, die nicht immer gegeben ist. Es gibt Widerstände von Seiten von Lokalpolitikern und Bewohnergruppen, die Änderungen in ihrer Nachbarschaft skeptisch gegenüberstehen.

### Ungleiche Machtverhältnisse
Kritiker argumentieren, dass soziale Durchmischung oft zugunsten wohlhabenderer Haushalte gestaltet wird, während die Bedürfnisse der ärmeren Bevölkerung nicht ausreichend berücksichtigt werden.